# NGC 3990
NGC 3990 este o galaxie lenticulară situată în constelația Ursa Mare. A fost descoperită în 14 aprilie 1789 de către William Herschel. Se află la o distanță de 10,05 megaparseci de Pământ.